# Country Is
Country Is es el décimo álbum de estudio del cantautor estadounidense Tom T. Hall. Fue lanzado en agosto de 1974 a través del sello discográfico Mercury Records.

## Grabación y contenido
Las sesiones de grabación del álbum tuvieron lugar en los estudios Mercury, en Nashville, Tennessee. Jerry Kennedy produjo el álbum mientras que Tom Sparkman se desempeñó como ingeniero de audio. Country Is contenía once canciones. Nueve de las canciones fueron escritas por el propio Hall. Su esposa Dixie Hall recibió crédito de composición en «Who Needs a Baby». Representó un cambio en el estilo musical de Hall a un sonido más influenciado por los arreglos orquestales. Los resultados fueron notables; como indicó la revista Cash Box en una reseña del álbum, “Este LP de Tom T. es parte de su proceso de maduración musical que trae viñetas más experienciales y arreglos musicales más complejos”. El álbum también incluía una versión del estándar «Over the Rainbow».

## Lanzamiento
Country Is fue publicado en agosto de 1974 a través de Mercury Records y se convirtió en su décimo álbum de estudio. Se publicó como un LP de vinilo, con seis pistas en el “lado uno” y cinco pistas en el “lado dos” del disco. Country Is se posicionó en la lista Hot Country LPs de Billboard después de su lanzamiento, alcanzando la posición número 7 a mediados de octubre de 1974. Fue uno de los pocos álbumes de Hall en posicionarse en la lista de álbumes de Australia.

## Recepción de la crítica
Un escritor no especificado de la revista Cash Box declaró: “Su nuevo LP es, como siempre, una experiencia nueva y refrescante como todo su material. Tom T. es un verdadero innovador. Un músico progresista que está más allá de toda categorización, de ahí su atractivo y aceptabilidad tanto en el mercado country como en el pop”. Un escritor no especificado de Record World declaró: “Tom T. Hall es un genio de la observación. Tiene esa habilidad especial de hacer que los acontecimientos cotidianos se vuelvan más grandes que la vida en sus canciones... Cada corte es una maravilla”.

## Lista de canciones
Todas las canciones escritas y compuestas por Tom T. Hall, excepto donde esta anotado. 
| Lado uno |                                 |                           |          |  |
| N.º      | Título                          | Escritor(es)              | Duración |  |
| 1.       | «That Song Is Driving Me Crazy» |                           | 3:06     |  |
| 2.       | «Forget It»                     | T. T. Hall Roy Allen Pace | 3:30     |  |
| 3.       | «Gone to Hell in a Basket»      |                           | 2:33     |  |
| 4.       | «Who Needs a Baby»              | T. T. Hall Dixie Hall     | 2:25     |  |
| 5.       | «I Feel Like Flying Away»       | T. T. Hall Pace           | 2:12     |  |
| 6.       | «Country Is»                    |                           | 2:09     |  |

| Lado dos |                                       |                            |          |  |
| N.º      | Título                                | Escritor(es)               | Duración |  |
| 1.       | «The Loneliest Girl in the Crowd»     |                            | 3:01     |  |
| 2.       | «Canadian Women – Canadian Clubs»     |                            | 2:17     |  |
| 3.       | «You Love Everybody but You»          |                            | 2:46     |  |
| 4.       | «God Came Through Bellville, Georgia» |                            | 2:33     |  |
| 5.       | «Over the Rainbow»                    | E. Y. Harburg Harold Arlen | 2:43     |  |

## Posicionamiento
| Gráfica (1974)                   | Pico de posición |
| -------------------------------- | ---------------- |
| Australia (Kent Music Report)    | 91               |
| Estados Unidos (Hot Country LPs) | 7                |